# Apatania shirahatai
Apatania shirahatai là một loài Trichoptera trong họ Apataniidae. Chúng phân bố ở miền Cổ bắc.